# Demolis intensiva
Demolis intensiva är en fjärilsart som beskrevs av M.Gaede 1928. Demolis intensiva ingår i släktet Demolis och familjen björnspinnare. Inga underarter finns listade i Catalogue of Life.